# Mohrbach (Glan)
Der Mohrbach ist ein fast 15 Kilometer langer, rechter Nebenfluss des Glan im rheinland-pfälzischen Landkreis Kaiserslautern.

## Geographie

### Verlauf
Der Mohrbach entspringt im Norden von Landstuhl auf einer Höhe von 237 m ü. NHN in unmittelbarer Nähe der Autobahn A6. Zuerst fließt der Bach entlang der Autobahn nach Osten, wendet aber schon nach rund einem Kilometer seinen Lauf in einem weiten Bogen nach Westen. Dabei durchfließt der Bach das Gelände der Ramstein Air Base, wo zum Teil Naturschutzgebiete eingerichtet wurden. Nach dem Durchfließen der Gemeinden Ramstein-Miesenbach, Steinwenden und Niedermohr mündet der Bach auf 209 m ü. NHN in den Glan.
Auf seinem 14,9 km langen Weg verliert der Bach 28 m an Höhe, was einem mittleren Sohlgefälle von 1,9 ‰ entspricht. 

### Einzugsgebiet
Der Mohrbach entwässert sein 101,634 km² großes Einzugsgebiet über Glan, Nahe und Rhein zur Nordsee, weshalb der Bach zum Flusssystem des Rheins gehört. Zum Einzugsgebiet gehört der Großteil des Westpfälzischen Moorniederung.

### Nebenflüsse
Wichtigster Nebenfluss des Mohrbachs ist der Floßbach, der auf dem Gelände der Ramstein Air Base in den Mohrbach mündet. Er trägt mit einem 24,922 km² großen Einzugsgebiet zu rund einem Viertel zum Einzugsgebiet des Mohrbachs bei. Kurz nach der Mündung des Floßbachs wird Wasser in den Kindsbacher Graben abgeschlagen. Weitere Nebenflüsse mit einem Einzugsgebiet von mehr als 10 km² sind Krebsbach und Schwanderbach.
Im Folgenden werden die Nebenflüsse des Mohrbachs in der Reihenfolge von der Quelle zur Mündung genannt, die von der Wasserwirtschaftsverwaltung Rheinland-Pfalz geführt werden. Angegeben ist jeweils die orografische Lage der Mündung, die Länge, die Größe des Einzugsgebiets, die Höhenlage der Mündung und die Gewässerkennzahl.
| Name                        | Lage   | Länge in km | EZG in km² | Mündungshöhe in m ü. NHN | GKZ       |
| --------------------------- | ------ | ----------- | ---------- | ------------------------ | --------- |
| Floßbach                    | rechts | 7,2         | 24,922     | 233                      | 25462-12  |
| Kindsbacher Graben (Abgang) | links  | 2,0         | 2,377      | 232                      | 25462-186 |
| Hundsbach                   | rechts | 5,0         | 8,062      | 231                      | 25462-16  |
| Krebsbach                   | links  | 3,1         | 12,291     | 229                      | 25462-18  |
| Siegelbach                  | links  | 2,1         | 2,294      | 227                      | 25462-192 |
| Woogbach                    | rechts | 1,8         | 3,712      | 227                      | 25462-194 |
| Miesenbach                  | rechts | 3,9         | 4,854      | 226                      | 25462-2   |
| Schwanderbach               | rechts | 4,6         | 12,168     | 224                      | 25462-4   |
| Irlenbach                   | links  | 1,3         | 1,127      | 223                      | 25462-52  |
| Moosbach                    | links  | 1,2         | 1,176      | 220                      | 25462-54  |
| Reuschbach                  | rechts | 2,3         | 3,327      | 220                      | 25462-6   |
| Sickenbach                  | rechts | 3,0         | 2,353      | 219                      | 25462-8   |
| Schrollbach                 | links  | 1,5         | 1,927      | 219                      | 25462-912 |
| Eilbach                     | rechts | 0,6         | 0,738      | 218                      | 25462-92  |
| Kahlbach                    | links  | 0,6         | 1,322      | 214                      | 25462-932 |
| Hauschbach                  | links  | 1,0         | 0,424      | 213                      | 25462-94  |

Anmerkungen zur Tabelle
1. ↑  Gewässerkennzahl, in Deutschland die amtliche Fließgewässerkennziffer mit zur besseren Lesbarkeit eingefügtem Trenner hinter dem Präfix, das einheitlich für den allen gemeinsamen Vorfluter Mohrbach steht.

## Umwelt
Der Mohrbach ist ein feinmaterialreicher, silikatischer Mittelgebirgsbach. Seine Gewässerstrukturgüte wird überwiegend mit sehr stark bis vollständig verändert angegeben. Die Gewässergüte wird durchgehend mit mäßig belastet (Güteklasse II) angegeben (Stand 2005).